# Prestonia schumanniana
Prestonia schumanniana är en oleanderväxtart som beskrevs av R. E. Woodson. Prestonia schumanniana ingår i släktet Prestonia och familjen oleanderväxter. Inga underarter finns listade i Catalogue of Life.